# دي بير
دي بير (ويسكونسن) (بالإنجليزية: De Pere, Wisconsin)‏ هي مدينة وthird-class city تقع في الولايات المتحدة في Brown County. يقدر عدد سكانها بـ 23,800 نسمة ومساحتها 31.86 كم2 وترتفع عن سطح البحر 183 متر.

## التركيبة السكانية
قام مكتب تعداد الولايات المتحدة بتحديد بيانات التركيبة السكانية لدي بيرفي تعداد الولايات المتحدة. في ما يلي، التركيبة السكانية حسب تعدادي 2000 و2010.

### تعداد عام 2000
بلغ عدد سكان دي كالب 257 نسمة بحسب تعداد عام 2000، وبلغ عدد الأسر 101 أسرة وعدد العائلات 73 عائلة مقيمة في البلدة. في حين سجلت الكثافة السكانية 1,017.0 نسمة لكل ميل مربع (392.7/كم2). وبلغ عدد الوحدات السكنية 105 وحدة بمتوسط كثافة قدره 415.5 نسمة لكل ميل مربع (160.4/كم2).
وتوزع التركيب العرقي للبلدة بنسبة 97.28% من البيض و 0.78% من الأمريكيين الأصليين و 1.95% من عرقين مختلطين أو أكثر.
بلغ عدد الأسر 101 أسرة كانت نسبة 34.7% منها لديها أطفال تحت سن الثامنة عشر تعيش معهم، وبلغت نسبة الأزواج القاطنين مع بعضهم البعض 63.4% من أصل المجموع الكلي للأسر، ونسبة 5.0% من الأسر كان لديها معيلات من الإناث دون وجود شريك، وكانت نسبة 27.7% من غير العائلات. تألفت نسبة 24.8% من أصل جميع الأسر من أفراد ونسبة 14.9% كانوا يعيش معهم شخص وحيد يبلغ من العمر 65 عاماً فما فوق. وبلغ متوسط حجم الأسرة المعيشية 3.04، أما متوسط حجم العائلات فبلغ 2.54.
بلغ العمر الوسطي للسكان 34 عاماً. وكانت نسبة 25.7% من القاطنين تحت سن الثامنة عشر، وكانت نسبة 8.2% بين الثامنة عشر والأربعة وعشرون عاماً، ونسبة 31.5% كانت واقعةً في الفئة العمرية ما بين الخامسة والعشرون حتى والأربعة وأربعون عاماً، ونسبة 19.1% كانت ما بين الخامسة والأربعون حتى الرابعة والستون، ونسبة 15.6% كانت ضمن فئة الخامسة والستون عاماً فما فوق. يوجد لكل 100 أنثى 97.7 ذكر، ويوجد لكل 100 أنثى في الثامنة عشر من عمرها فما فوق 101.1 ذكر.
بلغ متوسط دخل الأسرة في البلدة 38,750 دولار، أما متوسط دخل العائلة فبلغ 49,688 دولار. وكان متوسط دخل الذكور 33,750 دولار مقابل 19,205 دولار للإناث. وسجل دخل الفرد الخاص بالبلدة 18,880 دولار. وكانت نسبة 3.2% من العائلات ونسبة 3.0% من السكان تحت خط الفقر، ولا أحد منهم تحت سن الثامنة عشر ونسبة 2.6% في الخامسة والستين من العمر وما فوق.

### تعداد عام 2010
بلغ عدد سكان دي بير 23,800 نسمة بحسب تعداد عام 2010، وبلغ عدد الأسر 9,254 أسرة وعدد العائلات 5,869 عائلة مقيمة في المدينة. في حين سجلت الكثافة السكانية 2,055.3 نسمة لكل ميل مربع (793.6/كم2). وبلغ عدد الوحدات السكنية 9,742 وحدة بمتوسط كثافة قدره 841.3 لكل ميل مربع (324.8/كم2).
وتوزع التركيب العرقي للمدينة بنسبة 94.0% من البيض و 1.2% من الأمريكيين الأصليين و 1.5% من الأمريكيين ذوي الأصول الآسيوية و 0.9% من الأمريكيين الأفارقة و 1.8% من عرقين مختلطين أو أكثر.
بلغ عدد الأسر 9,254 أسرة كانت نسبة 33.2% منها لديها أطفال تحت سن الثامنة عشر تعيش معهم، وبلغت نسبة الأزواج القاطنين مع بعضهم البعض 49.4% من أصل المجموع الكلي للأسر، ونسبة 9.9% من الأسر كان لديها معيلات من الإناث دون وجود شريك، بينما كانت نسبة 4.1% من الأسر لديها معيلون من الذكور دون وجود شريكة وكانت نسبة 36.6% من غير العائلات. تألفت نسبة 29.2% من أصل جميع الأسر من أفراد ونسبة 10.8% كانوا يعيش معهم شخص وحيد يبلغ من العمر 65 عاماً فما فوق. وبلغ متوسط حجم الأسرة المعيشية 2.97، أما متوسط حجم العائلات فبلغ 2.39.
بلغ العمر الوسطي للسكان 33.7 عاماً. وكانت نسبة 23.8% من القاطنين تحت سن الثامنة عشر، وكانت نسبة 14.1% بين الثامنة عشر والأربعة وعشرون عاماً، ونسبة 26.4% كانت واقعةً في الفئة العمرية ما بين الخامسة والعشرون حتى والأربعة وأربعون عاماً، ونسبة 23.9% كانت ما بين الخامسة والأربعون حتى الرابعة والستون، ونسبة 11.7% كانت ضمن فئة الخامسة والستون عاماً فما فوق. وتوزع التركيب الجنسي للسكان بنسبة 47.9% ذكور و52.1% إناث.